# Trina Jackson
Trina Jackson (n. 16 februarie 1977, Florida, SUA) este o înotătoare americană, medaliată olimpică. A participat la o ediție a Jocurilor Olimpice (1996) în care a câștigat două medalii de aur.